# وكالة وزارة الداخلية للأحوال المدنية (السعودية)
وكالة وزارة الداخلية للأحوال المدنية هي جهة تابعة لوزارة الداخلية السعودية والمسئولة عن تسجيل وإحصاء النفوس، وتزويد المواطنين بما يثبت تابعيتهم.

## لمحة تاريخية
في عهد المؤسس الملك عبدالعزيز بن عبدالرحمن آل سعود بدأت المملكة العربية السعودية في تسجيل وإحصاء النفوس، وتزويد المواطنين بما يفيد إثبات تابعيتهم، فقد كانت البداية الأولى في عام 1343هـ، وتم إسناد المهمة للمديرية العامة للشرطة بمكة المكرمة التي كانت تتولى جميع مسؤوليات الأمن بما في ذلك أعمال الأحوال المدنية.

### النشأة والتطور الإداري
- صدر أول نظام يحدد تابعية المواطنين في 22/3/1345هـ، وتم تعديله في 25/9/1349هـ.
- كما صدر نظام يُعنى بقواعد وأحكام الجنسية العربية السعودية بالإرادة الملكية رقم 7/1/47 وتاريخ 13/10/1357هـ.
- وفي عام 1358هـ صدر نظام لدائرة النفوس بالأمر السامي رقم 1872 وتاريخ 15/7/1358هـ.
- في عام 1374هـ وافق مجلس الوزراء على نظام الجنسية العربية السعودية في قراره رقم (4) وتاريخ 25/1/1374هـ.
- صدر نظام الجنسية العربية السعودية بالأمر السامي الكريم رقم 8/20/5604 في 22/2/1374هـ والذي تم تعديل بعض مواده لمواكبة التطورات التي تشهدها المملكة.
- في عام 1407هـ صدر نظام الأحوال المدنية بالمرسوم الملكي الكريم رقم م/7 في 20/4/1407هـ، وبموجبه تم إلغاء كل من نظام دائرة النفوس ونظام المواليد والوفيات، وتم دمج نظام المواليد والوفيات بكامله ضمن نظام الأحوال المدنية ونقل اختصاصه من وزارة الصحة إلى وزارة الداخلية ممثلة في الأحوال المدنية.
- في عام 1408هـ تم إيقاف إصدار حفائظ النفوس والبدء في إصدار دفتر العائلة.

### استقلال الجنسية والجوازات عن الأمن العام
في عام 1380هـ صدر تشكيل المديرية العامة للجوازات والجنسية بموجب قرار مجلس الوزراء رقم 571 في 5/11/1380هـ فاستقلت بذلك أعمال الجوازات والجنسية عن الأمن العام.

### وكالة وزارة الداخلية للجوازات والأحوال المدنية
في عام 1395هـ تحولت المديرية العامة للجوازات والجنسية إلى وكالة باسم «وكالة وزارة الداخلية للجوازات والأحوال المدنية» بموجب القرار الوزاري رقم 1039/ت وتاريخ 9/10/1395هـ.

### فروع وكالة الوزارة للأحوال المدنية
يتفرع عن الوكالة ثلاثة عشر فرعاً حسب التقسيم الإداري للمملكة، ويرتبط بكل فرع عدد من إدارات ومكاتب للأحوال المدنية الموزعة على مدن المملكة.
وفي عهد الملك سلمان بن عبد العزيز بلغت إدارات ومكاتب الأحوال المدنية (مائة وثمانين) إدارة ومكتباً للرجال والنساء، خلاف المكاتب المتنقلة.

## وكلاء وزارة الداخلية للأحوال المدنية
| الاسم                         | الفترة                         |
| ----------------------------- | ------------------------------ |
| ناصر بن إبراهيم الزيد         | من 1/7/1403هـ إلى 1/7/1420هـ.  |
| سليمان بن محمد الهندي         | من 1/7/1420هـ إلى 26/8/1421هـ. |
| ناصر بن حمد الحنايا           | 26/8/1421هـ إلى 15/4/1431هـ.   |
| عبدالرحمن بن عبد العزيز الفدا | 18/4/1431هـ إلى 22/1/1435هـ.   |
| ناصر بن عبد الله العبد الوهاب | 22/1/1435هـ إلى 6/2/1439هـ.    |
| عبدالرحمن بن إبراهيم الجلعود  | من 6/2/1439هـ إلى الآن         |

## مهام الوكالة
تتلخص مهام وكالة الوزارة للأحوال المدنية في الآتي:
- تطبيق نظام الأحوال المدنية ولائحته التنفيذية والتعليمات الملحقة بهما.
- تطبيق نظام الجنسيه العربية السعودية ولائحته التنفيذية والتعليمات الملحقة بهما.
- ضبط الحالة المدنية لكل مواطن، وقيد وتسجيل كل ما يتصل بهذه الحالة من الواقعات المدنية في حياته في السجلات المخصصة لذلك، وكذلك قيد الواقعات المدنية للمقيمين والزوار والحجاج.
- إصدار بطاقات الأحوال المدنية (الهوية الوطنية) وسجل الأسرة وشهادات الميلاد والوفاة.
- إصدار تصاريح الحج للمواطنين. تنظيم السجل المدني المركزي، وإصدار الرقم الوطني لكل مواطن، وتوفير البيانات لقاعدة المعلومات الأساسية بوزارة الداخلية، وقد صدر قرار مجلس الوزراء رقم (90) وتاريخ 15/4/1426 هـ باعتبار البطاقة الشخصية (الهوية الوطنية الذكية) وما تحمله من رقم السجل المدني لكل مواطن هي أحد المرتكزات الأساسية لتطبيقات الحكومة الإلكترونية وخدماتها.
- تنسيق العمل بين فروع الوكالة وتوفير متطلباتها الإدارية من الموظفين والتجهيزات.
- وضع تعليمات تنظيم العمل ومراجعتها بصفة دورية لضمان حسن الأداء.
- إعداد التقارير الإحصائية اليومية والشهرية والسنوية عن حركة إصدار البطاقات والوثائق التي تصدرها إدارات الأحوال المدنية.
- إعداد وتدريب العناصر البشرية وتأهيلها فنياً للقيام بأعمال الأحوال المدنية المختلفة عن طريق مراكز التدريب المتخصصة لتنمية قدراتها في مجال الأحوال المدنية.
- اتخاذ التدابير اللازمة للحيلولة دون تزوير الوثائق التي تصدرها الأحوال المدنية، وكشف ومكافحة أعمال التزوير وترويج واستعمال وثائق الأحوال المدنية بطريقة غير نظامية، والعمل على تطوير هذه الوثائق بما يحد من تزويرها، والتنسيق في ذلك مع الجهات المختصة بوزارة الداخلية أو الجهات المختصة الأخرى ذات الشأن.
- المشاركة في دراسة ومعالجة الظواهر المتعلقة باختصاصات وزارة الداخلية باعتبار أن جهاز الأحوال المدنية هو أحد القطاعات ذات الالتصاق بالجمهور من المواطنين والوافدين، ويتولى تقديم الخدمات لهم، علاوة على كونه خط أمني أول وقاعدة معلومات أساسية[4]